# Day of the Dead
Day of the Dead (з англ. «День Мертвих») — четвертий студійний альбом американської реп-рок групи Hollywood Undead, що вийшов 31 березня 2015 року. Реліз альбому переносився кілька разів, спочатку він повинен був вийти влітку 2014 року. Пізніше — в жовтні 2014. Потім реліз був перенесений на січень, ще пізніше — на лютий 2015. Однак у лютому група заявила, що альбом вийде в березні. Це перший альбом групи, записаний на іншому лейблі Interscope Records, бо їх колишній лейбл A&M/Octone Records збанкрутував. В цьому альбомі тематика пісень групи повернулася в 2008—2009 роки і має схожість з дебютним альбомом Swan Songs. 

## Notes From The Underground і новий матеріал
8 січня 2013 року група представила свій третій студійний альбом Notes from the Underground. Світовий тур йшов весь 2013 рік, проте влітку 2013 лейбл розорився. Перший час Hollywood Undead було досить скрутно, проте пізніше все налагодилось. Того ж літа учасники починають писати новий матеріал. У січні 2014 року група офіційно повідомила, що записує четвертий альбом.

## Виробництво
20 жовтня Дарен Пфайфер, сесійний барабанщик групи, оголосив про свій вимушений відхід з групи. Причиною цього є те, що Дарен недавно переїхав до Філадельфії, до своєї дружини, і тепер у них є дитина. 21 жовтня Hollywood Undead випустили перший трек з четвертого студійного альбому під назвою «Day of the Dead». Однак 17 жовтня відео зі стрімом пісні було випадково опубліковано на їх офіційному каналі. Відео знаходилося в публічному доступі близько 8 годин, а потім було прибрано в приватний доступ. 3 лютого відбувся офіційний анонс альбому, Hollywood Undead повідомили, що четвертий студійний альбом вийде 31 березня.
5 лютого стало відомо, що знімання кліпу на пісню «Day of the Dead», відбудеться найближчим часом, а режисером стане Спенс Ніколсон. Раніше він вже працював з Hollywood Undead над відео на сингл Everywhere I Go. 8 лютого з'явилась інформація, що кліп  «Day of the Dead» вийде в останній тиждень лютого. 10 лютого з'явився уривок нової пісні «Usual Suspects», першою з п'яти пісень, які група продемонструє до виходу альбому, а також уривок з відео на пісню «Day of the Dead». Так само стала відома дата початку попереднього замовлення альбому — 17 лютого (День виходу синглу «Usual Suspects»). 16 лютого в мережу злили трек «Usual Suspects» (пісня вийшла раніше через різницю в часі: 11 годин), також вийшов сингл — «Gravity» — 22 лютого. 9 березня вийшла пісня «How We Roll». Кліп на Day of the Dead спочатку повинен був вийти 2 березня, але в зв'язку з мінітуром по Австралії, монтаж припинився. Правда лейбл запевняє, що постарається випустити кліп якомога швидше. Крім цього з'явився трек лист Deluxe видання альбому. 16 березня вийшов п'ятий сингл під назвою «Live Forever». Пізніше, 17 березня вийшов кліп на пісню «Day of the Dead». 24 березня вийшов останній промо-сингл — пісня «Disease». 30 березня альбом вийшов в Європі. 31 березня 2015 відбувся світовий вихід альбому.
За чотири дні до виходу альбом був злитий в мережу. У перший тиждень в США було продано 29,787 копій. В ніч з 2 по 3 червня вийшов ще один кліп Usual Suspects. У ніч 2 вересня відбулася прем'єра кліпу Gravity.

## Список композицій
| Стандартне видання | Стандартне видання                        | Стандартне видання                                                                       | Стандартне видання | Стандартне видання |
| #                  | Назва                                     | Автор                                                                                    | Продюсер           | Тривалість         |
| ------------------ | ----------------------------------------- | ---------------------------------------------------------------------------------------- | ------------------ | ------------------ |
| 1.                 | «Usual Suspects»                          | Dylan Alvarez, Matthew Busek, Jorel Decker, Daniel Murillo, George Ragan, Jordon Terrell | Sean Gould         | 3:44               |
| 2.                 | «How We Roll»                             | Alvarez, Busek, Decker, Murillo, Ragan, Terrell                                          | Gould              | 4:45               |
| 3.                 | «Day of the Dead»                         | Busek, Decker, Gould, Terrell                                                            | Gould              | 3:55               |
| 4.                 | «War Child»                               |                                                                                          |                    | 3:58               |
| 5.                 | «Dark Places»                             |                                                                                          |                    | 4:39               |
| 6.                 | «Take Me Home»                            |                                                                                          |                    | 3:48               |
| 7.                 | «Gravity»                                 | Alvarez, Busek, Decker, Murillo, Ragan, Terrell                                          | Gould              | 3:19               |
| 8.                 | «Does Everybody in the World Have to Die» |                                                                                          |                    | 3:17               |
| 9.                 | «Disease»                                 |                                                                                          |                    | 3:31               |
| 10.                | «Party by Myself»                         |                                                                                          |                    | 4:10               |
| 11.                | «Live Forever»                            | Ragan, Decker, Murillo, Terrell, Alvarez                                                 | Gould              | 3:40               |
| 12.                | «Save Me»                                 |                                                                                          |                    | 3:27               |
| 46:13              |                                           |                                                                                          |                    |                    |

| Deluxe-видання | Deluxe-видання  | Deluxe-видання |
| #              | Назва           | Тривалість     |
| -------------- | --------------- | -------------- |
| 13.            | «Guzzle,Guzzle» | 3:39           |
| 14.            | «I'll Be There» | 4:01           |
| 15.            | «Let Go»        | 4:16           |
| 58:09          |                 |                |

| iTunes бонус-треки | iTunes бонус-треки | iTunes бонус-треки |
| #                  | Назва              | Тривалість         |
| ------------------ | ------------------ | ------------------ |
| 16.                | «Ghost»            | 3:21               |
| 61:30              |                    |                    |

| Best Buy бонус-треки | Best Buy бонус-треки | Best Buy бонус-треки |
| #                    | Назва                | Тривалість           |
| -------------------- | -------------------- | -------------------- |
| 17.                  | «Sing»               | 4:05                 |
| 18.                  | «Fuck the World»     | 4:09                 |
| 66:26                |                      |                      |

## Позиції в чартах
| Чарт (2015)                           | Позиція |
| ------------------------------------- | ------- |
| US Billboard 200                      | 18      |
| US Top Alternative Albums (Billboard) | 4       |
| US Top Rock Albums (Billboard)        | 4       |
| US Top Hard Rock Albums (Billboard)   | 2       |